# Ayten Amin
Ayten Amin (En árabe: آيتن أمين, Alejandría, Egipto, 1978) es una directora y guionista de cine que comenzó su carrera haciendo películas documentales durante la Revolución egipcia de 2011. Entre sus filmes más conocidos se encuentran Tahrir 2011: The Good, the Bad, and the Politician y Villa 69.

## Actividad profesional
Ayten Amin comenzó en 2001 a estudiar crítica cinematográfica en la Universidad Americana en El Cairo, una universidad independiente y privada ubicada en la ciudad de El Cairo que ofrece programas de aprendizaje de estilo estadounidense en los niveles de licenciatura, posgrado y profesional, junto con un programa de formación permanente. y filmó dos cortometrajes sobre la danza del vientre y la bailarina y actriz Madiha Kamel. En 2005 mientras se encontraba en el Laboratorio de Arte de dicha Universidad produjo Her Man, un cortometraje controversial que fue exhibido en varios festivales internacionales, entre ellos el Festival Clermont Ferrand de cortometrajes 2007 y puesto en pantalla en forma exclusiva por el Canal Plus de Francia ein 2007 y 2008. En 2008 trabajó como asistente de dirección en los filmes Basra  dirigido por Ahmed Rashwan y Zay el naharda del director Amr Salama y en 2009 produjo el cortometraje SPRING 89 que en 2011 fue exhibido en el Short Film Corner, un mercado de cortometrajes dentro del Mercado de Cannes, y ganó, entre otros premios, el de Mejor Cortometraje y el Premio especial del jurado por el guion en el Festival de Cine de Alejandría y una Mención especial en el  Festival Internacional de Cine de Dubái, además de ser seleccionado para formar parte del programa educativo de la Universidad de Nueva York.

## Valoración
Su película más alabada es Tahrir 2011: The Good, the Bad, and the Politician que codirigieron Ayten Amin, Tamer Ezzat y Amr Salama sobre las protestas del 25 de enero de 2011 y la Revolución Egipcia, en la que tuvo a su cargo la sección The Bad. A partir de esas críticas favorables Ayten Amin ganó por su guion de Villa 69  el Cairo Film Connection Prize en la sección películas en desarrollo del Festival Internacional de Cine de El Cairo de 2010 y un subsidio para desarrollo del Hubert Bals Fund y también integró la selección oficial en el Pavilion des Cinemas Du Monde, del Festival de Cannes 2011.

## Premios y nominaciones
Festival de Cine de Abu Dabi,  ADFF 2013
- Villa 69 nominada al Premio Perla Negra en la Competencia Nuevos Horizontes.

Festival Nacional de cine egipcio de El Cairo, 2014
- Villa 69  ganadora del Premio Horus al Mejor Director debutante.

Festival Internacional de Cine de Hong Kong, 2014
- Villa 69 nominada al Premio FIPRESCI.

Festival Internacional de Cine de Venecia 2011
- Tahir 2011 ganadora del Premio CICT-IFTC en conjunto con Tamer Ezzat y Amr Salama.

Festival de Cine del Centro Católico Egipcio, 2014
- Khaled Abol Naga, ganador del Premio al Mejor Actor por Villa 69.
- Hossam Shaheen, ganador del Premio a la Mejor Fotografía por Villa 69.

## Filmografía
Directora
- Saabe' Gaar  (serie de televisión) (2017-2018)
- Villa 69  (codirectora, 2013)
- Tahrir 2011  (documental, 2011)
- Rabie 89 o Spring 89 (cortometraje, 2009)
- Her Man (cortometraje, 2006)

Segundo asistente de dirección
- Basra (2008) dir. Ahmed Rashwan
- Zay el naharda (2008)

como ella misma
- Film Arabi (serie documental de televisión, 2018) 
  - Camera Angles with Ayten Amin
  - Developing Your Characters with Ayten Amin
- Une arme de choix (cortometraje documental, 2012)

como ella misma en filmes de archivo
- The Smallest Red Carpet, But the Biggest Heart (cortometraje documental, 2011)